# 1481 pr. n. št.

## Rojstva
- Tutmoz III., faraon Osemnajste egipčanske dinastije (†  1425 pr. n. št.)